# 山口茜 (1996年生の女優・声優)
山口 茜（やまぐち あかね、1996年3月1日 - ）は、日本の女性声優。東京都品川区出身。悟空所属。父は同じく声優の山口勝平。

## 人物
趣味・特技としてイラスト・落語を挙げている。
名前の由来は公には明かされていないものの、「茜」という名前は、父・勝平の初主演作『らんま1/2』のヒロイン・天道あかねと同じである。兄で声優の山口竜之介の名前は、『うる星やつら』の藤波竜之介と同字同名である。

## 出演
太字はメインキャラクター。

### テレビアニメ
2020年
- 半妖の夜叉姫（2020年 - 2021年、幼い銀禍、半妖の子、男の子、少女） - 2シリーズ

2021年
- 宇宙なんちゃら こてつくん（2021年 - 2023年、おたま）
- おじゃる丸（2021年 - 2025年、雷の子供、小山タケル、ブラニャー、ヤキモチモノノケ 、青い鳥、アナウンス、本当の漫画女神、女子高校生、他）

2022年
- BORUTO-ボルト- NARUTO NEXT GENERATIONS（ソウル・タオ）
- デリシャスパーティ♡プリキュア（2022年 - 2023年、華満るん）

2023年
- それいけ!アンパンマン（2023年 - 2024年、ネコ美、カッパまきくん〈5代目〉、クマ太、コン太）

2024年
- ONE PIECE（プルル）

### 劇場アニメ
- 深海のサバイバル（2021年、コン博士の少年時代[2]）
- ONE PIECE FILM RED（2022年）
- 名探偵コナン 100万ドルの五稜星（2024年、受付）
- わんだふるぷりきゅあ!ざ・むーびー! ドキドキ♡ゲームの世界で大冒険!（2024年、ウェイタータヌキ）
- それいけ!アンパンマン チャポンのヒーロー!（2025年、ネコ美）

### ボイスコミック
- あかね噺（2022年、桜咲朱音[11]）

### ラジオ
- 山口竜之介の大崎フリーク!（2021年10月1日、8日 - 、FMしながわ）[12]

### シリーズ一覧
1. ↑  壱の章（2020年 - 2021年）、弐の章（2021年）